# 卡特维尔
卡特维尔（法語：Catteville，法語發音：[katvil]）是法国芒什省的一个市镇，属于瑟堡区。

## 地理
卡特维尔（49°21'21"N, 1°34'11"W）面积4.57 平方千米，位于法国诺曼底大区芒什省，该省份为法国西北部沿海省份，西、北、东北三面环大西洋，东起顺时针与卡爾瓦多斯省、奧恩省、马耶讷省和伊勒-维莱讷省接壤。
与卡特维尔接壤的市镇（或旧市镇、城区）包括：圣索沃尔勒维孔特、多维尔、博蒙地区讷维尔、圣索沃尔-德皮埃尔蓬、塔耶皮耶。

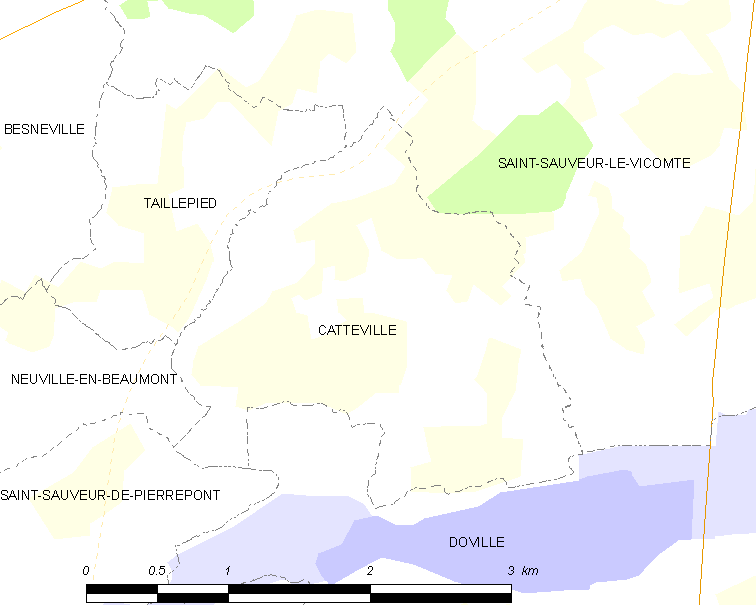
卡特维尔的OSM定位图

卡特维尔的时区为UTC+01:00、UTC+02:00（夏令时）。

## 行政
卡特维尔的邮政编码为50390，INSEE市镇编码为50105。

## 政治
卡特维尔所属的省级选区为科唐坦地区布里克贝克县。

## 人口

1962-2008年间卡特维尔人口变化图示

卡特维尔于2022年1月1日时的人口数量为103人。